# Kurt Wilhelm (Rabbiner)
Kurt Wilhelm (geboren am 9. Mai 1900 in Magdeburg; gestorben am 19. Mai 1965 in Stockholm, Schweden) war ein deutscher Großrabbiner und spezialisiert auf die Erforschung der Geschichte der Wissenschaft des Judentums.

## Leben
Kurt Wilhelm, der auch Mitglied des Jung-jüdischen Wanderbundes war, studierte 1919 bis 1923 am Jüdisch-Theologischen Seminar in Breslau und wurde 1923 in Würzburg zum Dr. phil. promoviert. 1925 studierte er am Jewish Theological Seminary in New York und erhielt dort sein Rabbinerdiplom. 
Er lebte und wirkte als liberaler Rabbiner in Braunschweig (1925–1929) und in Dortmund (1929–1933) und wanderte 1933 nach Palästina aus (1936 in Jerusalem Gründung und bis 1948 Rabbiner der liberalen Gemeinde Emet ve-Emunah). 
1948 bis 1965 war er Oberrabbiner in Schweden (Stockholm, auch Dozent an der Universität Stockholm), seit 1959 auch Honorarprofessor für die Wissenschaft des Judentums an der Universität Frankfurt am Main.
Kurt Wilhelm war verheiratet mit Ilka Wilhelm, die ihn überlebt hat.

## Hauptwerke
- Wege nach Zion. Reiseberichte und Briefe aus Erez Jissrael in drei Jahrhunderten. Berlin 1935 (engl. New York 1948), DNB 992910226.
- Von jüdischer Gemeinde und Gemeinschaft. Aus Gemeindebüchern, Satzungen und Verordnungen. Schocken, Berlin 1938, DNB 363082824.
- Jüdischer Glaube, eine Auswahl aus zwei Jahrtausenden (Hrsg.), Deutsche Buch-Gemeinschaft, Berlin 1961, DNB 451558723.
- Wissenschaft des Judentums im deutschen Sprachbereich (Hrsg.), zwei Bände. Mohr (Siebeck), Tübingen 1967, DNB 458673730.